# Ken Hanson
Pour les articles homonymes, voir Hanson.
Ken Hanson (né le 14 avril 1982 à Sierra Madre en Californie) est un coureur cycliste américain, professionnel de 2007 à 2015.

## Biographie
Fin 2014, ses dirigeants annoncent qu'il fera toujours partie de l'effectif de la formation UnitedHealthcare en 2015.

## Palmarès
- 2007
  - 2eb étape du Tour du Frioul-Vénétie julienne (contre-la-montre par équipes)
- 2008
  - 1re étape de l'An Post Rás
  - 2e étape du Priority Health Grand Cycling Challenge
  - 3e de l'Athens Twilight Criterium
- 2009
  - Wells Fargo Twilight Criterium
  - 2e de la Clarendon Cup
  - 3e du Manhattan Beach Grand Prix
- 2010
  - 5e étape du Nature Valley Grand Prix
  - 2e du championnat des États-Unis du critérium
- 2011
  - 9e étape du Tour de Corée
  - 2e étape du Tulsa Tough
  - 2e du Tulsa Tough
  - 3e du Glencoe Grand Prix
- 2012
  -  Champion des États-Unis du critérium
  - 1re, 5e, 6e et 10e étapes du Tour d'Uruguay
  - 7e et 8e étapes du Tour de Corée
  - Tulsa Tough :
    - Classement général
    - 1re étape

  - Manhattan Beach Grand Prix
  - Gastown Grand Prix
  - Herman Miller Grand Cycling Classic
  - 2e et 3e étapes du Tour of Elk Grove
  - Gooikse Pijl
  - 3e de la Flèche côtière
- 2013
  - 3e étape de la McLane Pacific Classic
  - 3e étape du Tour de l'Alentejo
  - GP LabMed
  - 2e du championnat des États-Unis du critérium
  - 3e du Dana Point Grand Prix
  - 3e du Tour de La Rioja
- 2014
  - 1re étape du Tulsa Tough
  - 3e et 4e étapes du Tour of America's Dairyland
  - Manhattan Beach Grand Prix
  - Andersen Banducci Twilight Criterium
  - Gateway Cup :
    - Classement général
    - 2e, 3e et 4e étapes

  - 3e du Tulsa Tough
  - 3e du Gastown Grand Prix

## Classements mondiaux
| Année            | 2008 | 2009 | 2010 | 2011 | 2012 | 2013 | 2014 |
| ---------------- | ---- | ---- | ---- | ---- | ---- | ---- | ---- |
| UCI America Tour |      |      | 99e  | 48e  | 20e  | 141e | 357e |
| UCI Asia Tour    |      |      |      | 175e | 103e |      | 226e |
| UCI Europe Tour  | 812e |      |      |      | 269e | 308e | 941e |